# Persone di nome Mikael
| Questa pagina contiene informazioni ricavate automaticamente dalle voci biografiche con l'ausilio del template Bio e di un bot. L'aggiornamento è periodico e automatico e ricostruisce completamente la pagina. Se manca una persona in questa lista, sei pregato di non aggiungerla, ma accertati piuttosto che la sua voce biografica contenga il template Bio e che i dati anagrafici siano correttamente compilati. Se il template Bio manca, inseriscilo tu stesso o, in alternativa, metti l'avviso {{tmp\|Bio}} che ne segnala la mancanza. Se i dati riportati sono sbagliati, correggi direttamente la voce biografica; le modifiche saranno visibili in questa lista entro pochi giorni. Per chiarimenti vedi il progetto antroponimi. La lista contiene solo le 53 persone che sono citate nell'enciclopedia e per le quali è stato implementato correttamente il template Bio. Pagina aggiornata al 23 feb 2025. |

Questa è una lista di persone presenti nell'enciclopedia che hanno il nome Mikael, suddivise per attività principale.

## Allenatori di calcio(2)
- Mikael Antonsson, allenatore di calcio e ex calciatore svedese (Sillhövda, n. 1981)
- Mikael Stahre, allenatore di calcio svedese (Stoccolma, n. 1975)

## Allenatori di tennis(1)
- Mikael Tillström, allenatore di tennis e ex tennista svedese (Jönköping, n. 1972)

## Attori(2)
- Mikael Persbrandt, attore svedese (Järfälla, n. 1963)
- Mikael Spreitz, attore e karateka svedese (n. 1964)

## Bassisti(2)
- Mikael Hedlund, bassista e compositore svedese (Grangärde, n. 1976)
- Mikael Hoglund, bassista, chitarrista e cantante svedese (Mora, n. 1962)

## Calciatori(17)
- Mikael Anderson, calciatore islandese (Reykjavík, n. 1998)
- Mikael Andersson, ex calciatore svedese (Malmö, n. 1978)
- Mikael Dahlberg, ex calciatore svedese (Umeå, n. 1985)
- Mikael Dyrestam, calciatore svedese (Göteborg, n. 1991)
- Mikael Egill Ellertsson, calciatore islandese (Reykjavík, n. 2002)
- Mikael Forssell, ex calciatore finlandese (Steinfurt, n. 1981)
- Patrik Gerrbrand, ex calciatore e allenatore di calcio svedese (Älvsjö, n. 1981)
- Mikael Ingebrigtsen, calciatore norvegese (Tromsø, n. 1996)
- Mikael Ishak, calciatore svedese (Stoccolma, n. 1993)
- Mikael Mandron, calciatore francese (Boulogne-sur-Mer, n. 1994)
- Mikael Filipe Viana de Sousa, calciatore brasiliano (Bacabal, n. 1999)
- Mikael Ndjoli, calciatore inglese (Londra, n. 1998)
- Mikael Nilsson, ex calciatore svedese (Ovesholm, n. 1978)
- Mikael Nilsson, ex calciatore svedese (Falköping, n. 1968)
- Mikael Rosén, ex calciatore svedese (Fågelsta, n. 1974)
- Mikael Soisalo, calciatore finlandese (Helsinki, n. 1998)
- Mikael Uhre, calciatore danese (Ribe, n. 1994)

## Cantanti(1)
- Mikael Jepson, cantante, chitarrista e compositore svedese (Växjö, n. 1974)

## Cantautori(1)
- Quinn XCII, cantautore statunitense (Detroit, n. 1992)

## Cestisti(2)
- Mikael Hopkins, cestista statunitense (Hyattsville, n. 1993)
- Mikael Jantunen, cestista finlandese (Helsinki, n. 2000)

## Chitarristi(1)
- Mikael Stanne, chitarrista e cantante svedese (Göteborg, n. 1974)

## Dirigenti sportivi(1)
- Mikael Dorsin, dirigente sportivo e ex calciatore svedese (Lidingö, n. 1981)

## Fondisti(2)
- Mikael Gunnulfsen, fondista norvegese (n. 1993)
- Mikael Östberg, ex fondista svedese (Sollentuna, n. 1977)

## Hockeisti su ghiaccio(7)
- Mikael Backlund, hockeista su ghiaccio svedese (Västerås, n. 1989)
- Mikael Granlund, hockeista su ghiaccio finlandese (Oulu, n. 1992)
- Mikael Kuronen, hockeista su ghiaccio finlandese (Tampere, n. 1992)
- Mikael Renberg, ex hockeista su ghiaccio svedese (Piteå, n. 1972)
- Mikael Samuelsson, hockeista su ghiaccio svedese (Mariefred, n. 1976)
- Mikael Tellqvist, ex hockeista su ghiaccio svedese (Sundbyberg, n. 1979)
- Mikael Wahlberg, ex hockeista su ghiaccio svedese (Uppsala, n. 1976)

## Modelli(1)
- Mikael Kenta, modello e fotografo svedese (Göteborg, n. 1972)

## Nuotatori(1)
- Mikael Örn, ex nuotatore svedese (Göteborg, n. 1961)

## Piloti di rally(2)
- Mikael Ericsson, ex pilota di rally svedese (Umeå, n. 1960)
- Mikael Sundström, pilota di rally finlandese (n. 1957 - † 2001)

## Politici(2)
- Mikael Gustafsson, politico svedese (Dragsfjärd, n. 1966)
- Mikael Imru, politico etiope (Addis Abeba, n. 1929 - † 2008)

## Rapper(1)
- Mikael Gabriel, rapper finlandese (Helsinki, n. 1990)

## Registi(1)
- Mikael Salomon, regista e direttore della fotografia danese (Copenaghen, n. 1945)

## Scrittori(1)
- Mikael Niemi, scrittore svedese (Pajala, n. 1959)

## Tennistavolisti(1)
- Mikael Appelgren, tennistavolista svedese (Stoccolma, n. 1961)

## Tennisti(3)
- Mikael Pernfors, ex tennista svedese (Malmö, n. 1963)
- Mikael Torpegaard, tennista danese (Gentofte, n. 1994)
- Mikael Ymer, tennista svedese (Skövde, n. 1998)

## Senza attività specificata(1)
- Mikael Bedros III Kasparian (Bzoummar, † 1780)